# ロナルド・スチュアート・バート
ロナルド・スチュアート・バート (Ronald Stuart Burt, 1949年 - ) は、アメリカ合衆国の社会学者。シカゴ大学ブース・スクール・オブ・ビジネスにおいて社会学・経営戦略論の教授を務める。社会的ネットワークおよびソーシャル・キャピタル（社会関係資本）、特に社会的ネットワークにおける「構造的空隙」についての研究・著作で知られている。

## 来歴
1971年ジョンズ・ホプキンズ大学で社会科学と行動科学の学位（Baucher of Art）を取得、1973年にカリフォルニア大学バークレー校で社会学の修士（MA）、1977年に社会学の学位（Ph.D）を取得した。
ニューヨーク州立大学、コロンビア大学、INSEADで教鞭をとり、1996年からシカゴ大学ビジネススクールにて社会学と戦略論の教授を務める。
2001年から2003年まで軍需製品メーカーレイセオン社のヴァイスプレジデントに就任しレイセオン・リーダーシップ研究所において戦略的学習の研修を行い、組織開発を担当している。

## 研究
社会的ネットワークにおいて個人のキャリアや組織、市場における競争優位の形成を研究テーマとしている。「構造的空隙」はこの研究の中で理論化された概念である。

## 著作

### 単著
- Burt, Ronald S. (2010). Neighbor Networks: Competitive Advantages Local and Personal. Oxford University Press. ISBN 978-0199691913
- Burt, Ronald S. (2005). Brokerage and Closure: An Introduction to Social Capital. Oxford University Press. ISBN 978-0199249152
- Burt, Ronald S. (1992). Structural holes: the social structure of competition. Harvard University Press. ISBN 978-0-674-84371-4
- ロナルド・S.バート (著) 著、安田雪 訳『競争の社会的構造――構造的空隙の理論』新曜社、2006年。ISBN 978-4788510180。[4]
- Burt, Ronald S.; Minor, Michael J., eds (1983). Applied Network Analysis: A Methodological Introduction. Sage Publications. ISBN 978-0803919075
- Burt, Ronald S. (1982). Toward a Structural Theory of Action: Network Models of Social Structure, Perception, and Action. Academic Press. ISBN 978-0121471507

### 引用頻度が高い論文
- Burt, Ronald S. (1997). “The Contingent Value of Social Capital”. Administrative Science Quarterly 42 (2):  339–365. doi:10.2307/2393923. ISSN 0001-8392. JSTOR 2393923.
- Burt, Ronald S. (2000). “The network structure of social capital”. Research in Organizational Behavior 22:  345–423. doi:10.1016/S0191-3085(00)22009-1. ISSN 0191-3085.
- Burt, Ronald S. (2004). “Structural Holes and Good Ideas”. American Journal of Sociology 110 (2):  349–399. doi:10.1086/421787. ISSN 0002-9602.
- Burt, Ronald S. (1987). “Social Contagion and Innovation: Cohesion versus Structural Equivalence”. American Journal of Sociology 92 (6):  1287–1335. doi:10.1086/228667. ISSN 0002-9602.
- Burt, R S (1980). “Models of Network Structure”. Annual Review of Sociology 6 (1):  79–141. doi:10.1146/annurev.so.06.080180.000455. ISSN 0360-0572.
- ロナルド・S・バート、ジョン・アランデル・バーンズ、エリザベス・ボット・スピリアス、ジェームズ・コールマン 著、野沢慎司 訳、野沢慎司 編『リーディングス ネットワーク論―家族・コミュニティ・社会関係資本』勁草書房、2006年。ISBN 978-4326601943。[5]